# Gembol (Pejawaran)
Gembol is een bestuurslaag in het regentschap Banjarnegara van de provincie Midden-Java, Indonesië. Gembol telt 2595 inwoners (volkstelling 2010).